# Ferrari 312 F1
Ferrari 312 — общее название нескольких различных гоночных автомобилей Ferrari с 3-литровыми 12-цилиндровыми двигателями. Эта статья описывает гоночный автомобиль, выступавший в 1966–1969 годах. О других автомобилях с таким же номером модели для Формулы-1 см. 312 B и 312 T; о спортпрототипах см. 312 P и 312 PB.
Ferrari 312 F1 — автомобиль итальянской автогоночной команды Scuderia Ferrari, построенный специально для участия в чемпионате Формулы-1. Имел 3-литровый 12-цилиндровый двигатель, откуда и получил своё название. Использовался командой в гонках в 1966—1969 годах. За это время автомобиль неоднократно улучшался и видоизменялся. Во избежание путаницы шасси 312-й модели обычно называются в соответствии с годом: 312 F1-66 и т. д.

## История

### 312 F1-66

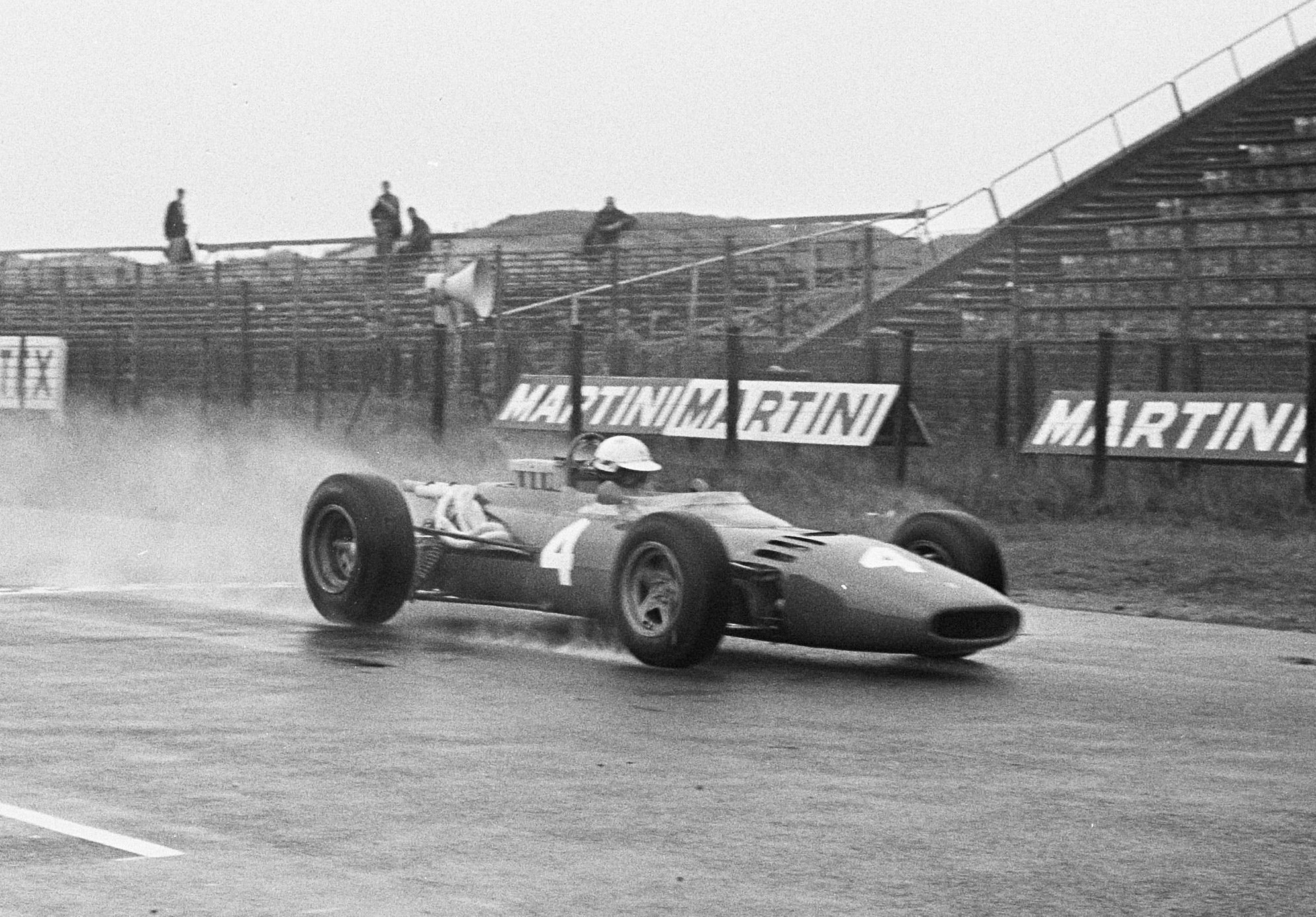
Майк Паркс пилотирует 312 F1 на Гран-при Нидерландов

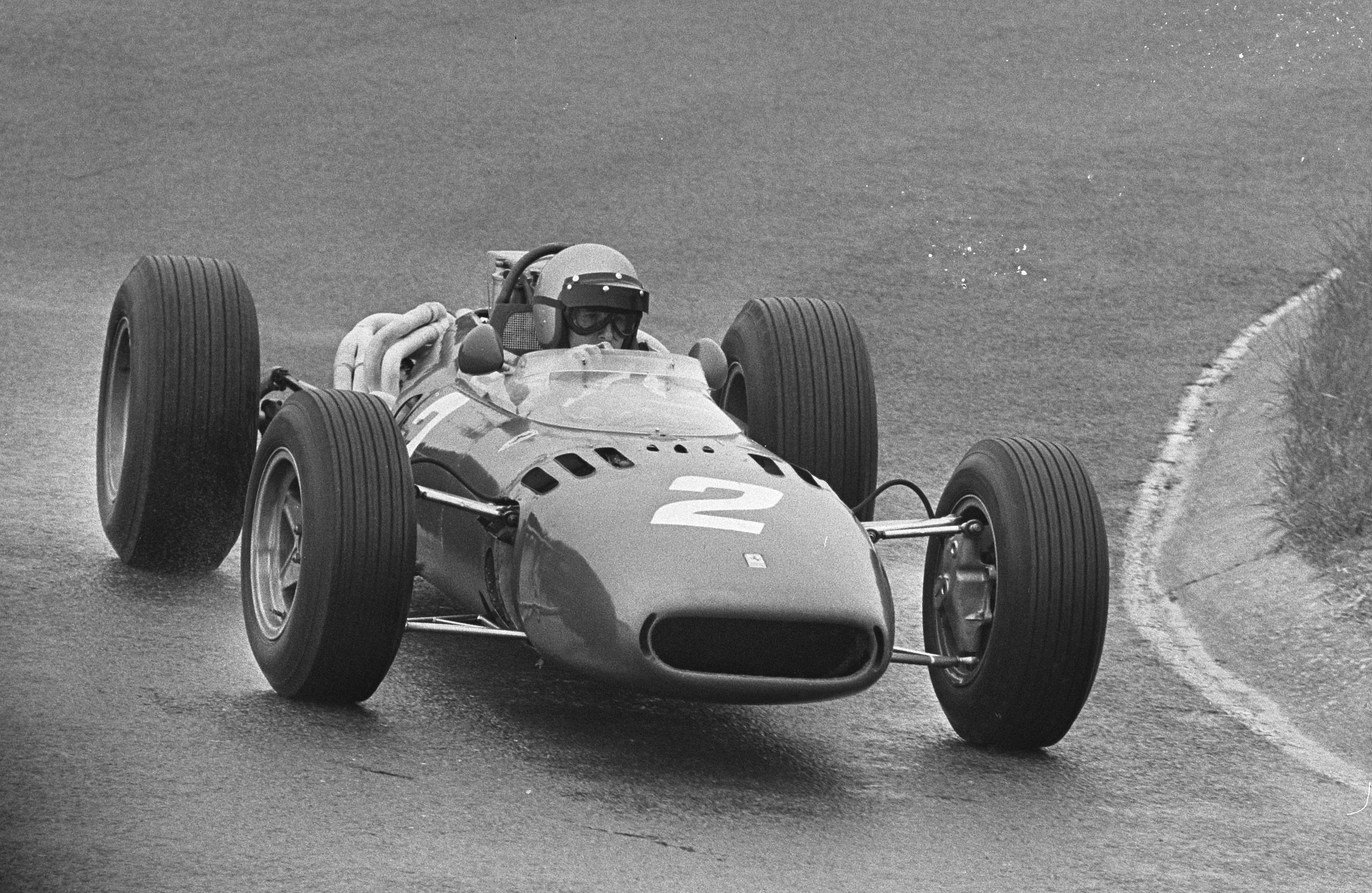
Лоренцо Бандини за рулём 312 F1 в Зандворте

В 1966 году вступил в силу новый технический регламент, позволивший увеличить объём безнаддувных моторов вырос с 1500 до 3000 см³. Основой нового гоночного двигателя стал 3,3-литровый мотор от спорткара Ferrari 275 P2, для соответствия регламенту объём двигателя уменьшили до 2989,56 см³. Сам автомобиль конструктивно был похож на прошлогодний, однако конструктор Мауро Форгьери увлёкся аэродинамикой в результате чего болид получился более приземистым и обтекаемым. Новый мотор Ferrari имел 360 л. с., но из-за этого общая масса 312 F1 достигла 600 кг, что стало значительным препятствием для команды и осложнило соперничество с более лёгкими машинами британских команд. Несмотря на то, что у команды были шансы на титул, год для Ferrari оказался довольно сложным.
Джон Сёртис выиграл гонку в Спа, совершив при этом «хет-трик»: стартовал с поул-позиции, показал быстрейший круг в гонке и победил. Однако из-за разногласий с командой Сёртис покинул Ferrari и уже во Франции ехал за Cooper. То же произошло и с поставщиком шин: на смену Dunlop пришёл Firestone. В сезоне 1966 года команда из Маранелло была вынуждена пропустить Гран-при Великобритании и Гран-при Мексики, первый из-за забастовки металлургов в Италии, а второй по техническим причинам. На Гран-при США выступил только один пилот — Бандини. К концу сезона на счету команды была победа Сёртиса в Бельгии и двойной подиум на домашнем Гран-при: Скарфьотти финишировал первым, Паркс за ним. Двойному подиуму в Италии предшествовала серьёзная доработка двигателя на базе команды: на обновлённый мотор установили новую головку блока цилиндров и теперь на каждый из них приходилось по три клапана, мощность возросла до 375 л. с., что стало решающим фактором в Монце. Этого хватило, чтобы Ferrari заняла второе место в кубке конструкторов.
Несмотря на новый регламент, в сезоне 1966 года помимо новой 312-й на старт четырежды выходила прошлогодняя Ferrari 1512 c двигателем V6 2,4 литра. Промежуточная модель получила индекс 246 F1-66. В первых этапах сезона за рулём 246 c двигателем V6 ехал Бандини на шинах Firestone, тогда как Сёртиз пилотировал 312 c V12 и шинами Dunlop.

### 312 F1-67

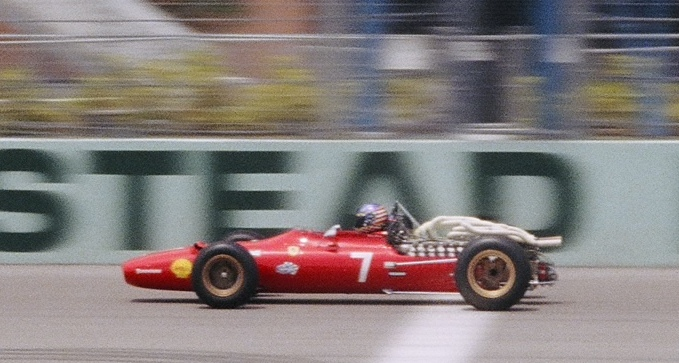
F1-67 на Ferrari Challenge (2006)

К сезону 1967 года машина подверглась серьёзным модификациям. Проблема с избыточной массой была решена изготовлением кузова из стеклопластика, благодаря чему машина облегчилась на 70 кг. Исчезли характерные прорези для отвода горячего воздуха на носу, их место заняли два больших треугольных отверстия. Для увеличения мощности двигателя была изменена его гидродинамика: инвертирования впускных и выпускных отверстий: впускные коллекторы расположили между двумя распределительными валами каждой головки, а выпускные в центре V-образного двигателя. Манипуляции с двигателем позволили увеличить его мощность до 390 л. с. Двигатель имел 36 клапанов (по 3 на цилиндр), в Монце дебютировала 48-ми клапанная версия, мощность двигателя возросла уже до 410 л. с.

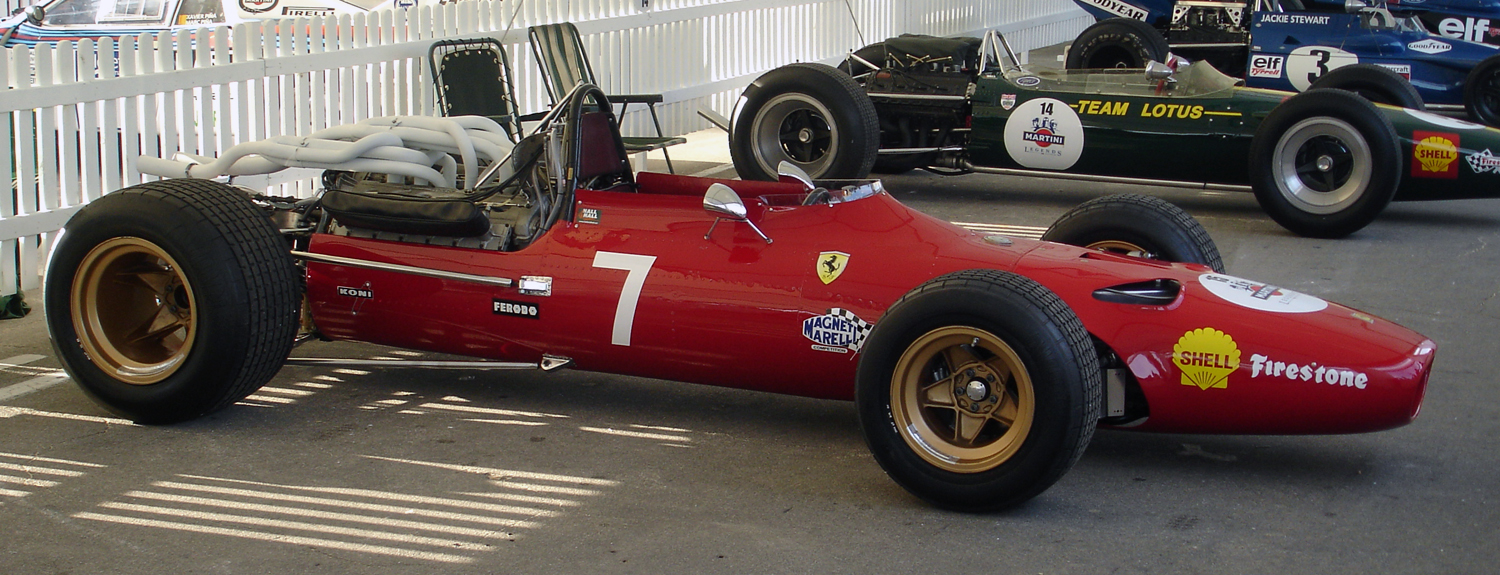
F1-67 в 2007 году

В январе Ferrari пропустила начало сезона в ЮАР, дебютировав в Монако. На трассе в Монте-Карло гонка была омрачена трагической аварией, в которой погиб итальянский гонщик команды Лоренцо Бандини. На 82 круге Ferrari 312, которой управлял Бандини, вылетела в шикане и на полной скорости протаранил причальную тумбу. У автомобиля отлетели левые колёса, он перевернулся и загорелся. Тушение машины заняло целых 4 минуты, всё это время Бандини находился в горящей Ferrari, а через три дня умер в больнице.
Лидером команды становится молодой новозеландец Крис Эймон, а на освободившееся место Бандини Ferrari приглашает сразу двух своих бывших пилотов Лудовико Скарфиотти и Майка Паркса. Оба гонщика соревнуются во внезачётном Гран-при Сиракуз. Несмотря на разные версии машин, Скарфиотти и Паркс в память о погибшем Бандини умышленно финишировали одновременно и судьи приняли решение разделить победу между обоими гонщиками. В Ferrari поступили подобным образом, через две недели на старт Гран-при Нидерландов команда выставила три машины. Но уже в Спа Паркс попал в серьёзную аварию, травмировав голову, кисти рук и получив сложный перелом ноги; карьера британца была окончена. Потрясённый гибелью Бандини и травмами Паркса Скарфьотти уходит из Ferrari. Команда не стала искать замены покинувшим ей гонщикам и до конца сезона сосредоточилась на выступлении лишь одной Ferrari 312 Криса Эймона. Исключением стал заключительный этап в Мексике, где напарником Эймона стал британец Джонатан Уильямс, проведя свою единственную гонку в Формуле-1. За сезон Крис Эймон четырежды поднимался на третью ступеньку подиума. В Кубке Конструкторов Ferrari была только 5-й.
Ferrari 312 F1-67 также использовалась в трёх первых и двух последних гонках сезона 1968 года и даже завоевала два поула. Однако из восьми стартов до финиша машина добралась лишь дважды.

## В культуре
Ferrari 312 стала одним из автомобилей, воссозданных в компьютерной игре Grand Prix Legends, вышедшей в 1998 году. Кроме того, 312 изображена на постере игры. «Легенды Формулы-1» — название, под которым игра вышла в России, представляет игроку возможность принять участие в сезоне 1967 года. В 2007 году был представлен 66 Mod, включающий более совершенную физику управления болидом.
В 2017 году Ferrari 312 стала частью праздничного пакета в честь 70-летия Ferrari для компьютерной игры Assetto Corsa.

## Результаты в чемпионате мира Формулы-1
| Легенда к таблице |                                                                    |
| --- | ------------------------------------------------------------------ |
| В таблице перечислены результаты всех Гран-при Формулы-1, в которых использовался автомобиль. Строками таблицы являются сезоны, столбцами — этапы чемпионата мира. В каждой клетке указаны сокращённое название этапа и результат, дополнительно обозначенный цветом. Расшифровка обозначений и цветов представлена в нижеследующей таблице. |                                                                    |
| \| Пример \| Описание \| \| ------------ \| ------------------------------------------------------------------ \| \| 1 \| Победитель \| \| 2 \| Второе место \| \| 3 \| Третье место \| \| 5 \| Финишировал, заработав очки \| \| Сход \| Не финишировал, но при этом заработал очки \| \| 12 \| Финишировал, не получив очков \| \| НКЛ \| Финишировал, но не попал в финальную классификацию \| \| 15 \| Участвовал вне зачёта, либо по отдельной классификации \| \| 18 \| Не финишировал, но попал в финальную классификацию \| \| Сход \| Не финишировал \| \| НКВ \| Не прошёл квалификацию \| \| НПКВ \| Не прошёл предквалификацию \| \| ДСК \| Дисквалифицирован \| \| ИСК \| Исключён из протокола соревнований \| \| ТТ \| Заявлен для участия только в тренировках \| \| НС \| Участвовал в квалификации, но не стартовал в гонке \| \| Т \| Травмирован или болен \| \| ОТК \| Отказ от участия \| \| НТР \| Прибыл на соревнования, но на трассу не выезжал \| \| НПР \| Был заявлен в числе участников, но не прибыл к началу соревнований \| \| О \| Соревнования отменены \| \| \| Не участвовал \| \| Поул-позиция \| \| \| Быстрый круг \| \| |                                                                    |
| Пример | Описание                                                           |
| 1 | Победитель                                                         |
| 2 | Второе место                                                       |
| 3 | Третье место                                                       |
| 5 | Финишировал, заработав очки                                        |
| Сход | Не финишировал, но при этом заработал очки                         |
| 12 | Финишировал, не получив очков                                      |
| НКЛ | Финишировал, но не попал в финальную классификацию                 |
| 15 | Участвовал вне зачёта, либо по отдельной классификации             |
| 18 | Не финишировал, но попал в финальную классификацию                 |
| Сход | Не финишировал                                                     |
| НКВ | Не прошёл квалификацию                                             |
| НПКВ | Не прошёл предквалификацию                                         |
| ДСК | Дисквалифицирован                                                  |
| ИСК | Исключён из протокола соревнований                                 |
| ТТ | Заявлен для участия только в тренировках                           |
| НС | Участвовал в квалификации, но не стартовал в гонке                 |
| Т | Травмирован или болен                                              |
| ОТК | Отказ от участия                                                   |
| НТР | Прибыл на соревнования, но на трассу не выезжал                    |
| НПР | Был заявлен в числе участников, но не прибыл к началу соревнований |
| О | Соревнования отменены                                              |
| | Не участвовал                                                      |
| Поул-позиция |                                                                    |
| Быстрый круг |                                                                    |

| Год  | Команда                    | Двигатель       | Шины | Пилоты              | 1    | 2    | 3    | 4    | 5    | 6    | 7    | 8    | 9    | 10   | 11   | 12   | Место | Очки |
| ---- | -------------------------- | --------------- | ---- | ------------------- | ---- | ---- | ---- | ---- | ---- | ---- | ---- | ---- | ---- | ---- | ---- | ---- | ----- | ---- |
| 1966 | Scuderia Ferrari           | Ferrari 3,0 V12 | F D  |                     | МОН  | БЕЛ  | ФРА  | ВЕЛ  | НИД  | ГЕР  | ИТА  | США  | МЕК  |      |      |      | 31 1  | 2    |
| 1966 | Scuderia Ferrari           | Ferrari 3,0 V12 | F D  | Джон Сёртис         | Сход | 1    |      |      |      |      |      |      |      |      |      |      | 31 1  | 2    |
| 1966 | Scuderia Ferrari           | Ferrari 3,0 V12 | F D  | Лоренцо Бандини     |      |      | НКЛ  |      | 6    | 6    | Сход | Сход |      |      |      |      | 31 1  | 2    |
| 1966 | Scuderia Ferrari           | Ferrari 3,0 V12 | F D  | Майк Паркс          |      |      | 2    |      | Сход | Сход | 2    |      |      |      |      |      | 31 1  | 2    |
| 1966 | Scuderia Ferrari           | Ferrari 3,0 V12 | F D  | Лудовико Скарфиотти |      |      |      |      |      |      | 1    |      |      |      |      |      | 31 1  | 2    |
| 1967 | Scuderia Ferrari           | Ferrari 3,0 V12 | F    |                     | ЮАР  | МОН  | НИД  | БЕЛ  | ФРА  | ВЕЛ  | ГЕР  | КАН  | ИТА  | США  | МЕК  |      | 5     | 20   |
| 1967 | Scuderia Ferrari           | Ferrari 3,0 V12 | F    | Лоренцо Бандини     |      | Сход |      |      |      |      |      |      |      |      |      |      | 5     | 20   |
| 1967 | Scuderia Ferrari           | Ferrari 3,0 V12 | F    | Крис Эймон          |      | 3    | 4    | 3    | Сход | 3    | 3    | 6    | 7    | Сход | 9    |      | 5     | 20   |
| 1967 | Scuderia Ferrari           | Ferrari 3,0 V12 | F    | Майк Паркс          |      |      | 5    | Сход |      |      |      |      |      |      |      |      | 5     | 20   |
| 1967 | Scuderia Ferrari           | Ferrari 3,0 V12 | F    | Лудовико Скарфиотти |      |      | 6    | НКЛ  |      |      |      |      |      |      |      |      | 5     | 20   |
| 1967 | Scuderia Ferrari           | Ferrari 3,0 V12 | F    | Джонатан Уильямс    |      |      |      |      |      |      |      |      |      |      | 8    |      | 5     | 20   |
| 1968 | Scuderia Ferrari           | Ferrari 3,0 V12 | F    |                     | ЮАР  | ИСП  | МОН  | БЕЛ  | НИД  | ФРА  | ВЕЛ  | ГЕР  | ИТА  | КАН  | США  | МЕК  | 4     | 32   |
| 1968 | Scuderia Ferrari           | Ferrari 3,0 V12 | F    | Жаки Икс            | Сход | Сход |      | 3    | 4    | 1    | 3    | 4    | 3    | НС   |      | Сход | 4     | 32   |
| 1968 | Scuderia Ferrari           | Ferrari 3,0 V12 | F    | Крис Эймон          | 4    | Сход |      | Сход | 6    | 10   | 2    | Сход | Сход | Сход | Сход | Сход | 4     | 32   |
| 1968 | Scuderia Ferrari           | Ferrari 3,0 V12 | F    | Андреа де Адамик    | Сход |      |      |      |      |      |      |      |      |      |      |      | 4     | 32   |
| 1968 | Scuderia Ferrari           | Ferrari 3,0 V12 | F    | Дерек Белл          |      |      |      |      |      |      |      |      | Сход |      | Сход |      | 4     | 32   |
| 1969 | Scuderia Ferrari           | Ferrari 3,0 V12 | F    |                     | ЮАР  | ИСП  | МОН  | НИД  | ФРА  | ВЕЛ  | ГЕР  | ИТА  | КАН  | США  | МЕК  |      | 6     | 7    |
| 1969 | Scuderia Ferrari           | Ferrari 3,0 V12 | F    | Крис Эймон          | Сход | Сход | Сход | 3    | Сход | Сход |      |      |      |      |      |      | 6     | 7    |
| 1969 | Scuderia Ferrari           | Ferrari 3,0 V12 | F    | Эрнесто Брамбилла   |      |      |      |      |      |      | НС   |      |      |      |      |      | 6     | 7    |
| 1969 | Scuderia Ferrari           | Ferrari 3,0 V12 | F    | Педро Родригес      |      |      |      |      |      | Сход |      | 6    |      |      |      |      | 6     | 7    |
| 1969 | North American Racing Team | Ferrari 3,0 V12 | F    | Педро Родригес      |      |      |      |      |      |      |      |      | Сход | 5    | 7    |      | 6     | 7    |